# Maść Whitfielda
Maść Whitfielda (łac. Unguentum Whitfieldi, ang. Whitfield's ointment) – preparat galenowy sporządzany na zamówienie w aptekach, w zakresie receptury aptecznej. Opracowany w 1907 r. przez brytyjskiego lekarza, prof. dermatologii Arthura Whitfielda (1868–1947). Skład określa Farmakopea Brytyjska (BP 2016), która podaje zawartość kwasu salicylowego (Acidum salicylicum) 3% oraz kwasu benzoesowego (Acidum benzoicum) 6% w tłuszczowym podłożu absorpcyjnym (Emulsifying ointment BP).
W lecznictwie dermatologicznym stosowane są rozmaite modyfikacje tej maści, odbiegające od oryginalnego składu – zawierające różne stężenia kwasu salicylowego (do 6%) oraz kwasu benzoesowego (do 12%) oraz różne podłoża (vehiculum), takie jak lanolina i wazelina. Często jest dodawane także mydło potasowe (do 10%).

## Działanie i zastosowanie
Maść Whitfielda wywiera działanie odkażające, przeciwgrzybicze i złuszczające zrogowaciały naskórek.  Jest stosowana głównie w grzybicach stóp i paznokci, zwłaszcza z współwystępującą hiperkeratozą.